# Benjamin Compaoré
Benjamin Compaoré (Francia, 5 de agosto de 1987) es un atleta francés, especialista en la prueba de triple salto en la que llegó a ser campeón europeo en 2014.

## Carrera deportiva
En el Campeonato Europeo de Atletismo de 2014 ganó la medalla de oro en el triple salto, llegando hasta los 17.46 metros, superando a los atletas rusos Lyukman Adams (plata con 17.09 m) y Aleksey Fyodorov (bronce con 17.04 metros).

## Vida personal
En junio de 2022 se hizo público que sería padre con la atleta Ana Peleteiro naciendo su hija Lúa el 20 de diciembre de 2022. Compaoré ya tiene tres hijas de una relación anterior llamadas Cassandra, Olympia e Iris.
El 23 de septiembre de 2023 contrajo matrimonio con Ana Peleteiro. El 6 de julio de 2025 anunciaron que están esperando su segundo hijo en común. El 24 de julio, se anunciaba que en la semana 7 del embarazo, habían perdido el bebé.